# 李东 (1960年)
李东（1960年1月—），中华人民共和国高级工程师、中管干部。

## 生平
1960年1月，李东出生。工学博士。李东长期在神华集团工作，曾出任副总工程师、副总经理。
2017年11月，李东出任新成立的国家能源集团副总经理、党组成员。

### 落马
2023年2月8日，因涉嫌严重违纪违法接受中央纪委国家监委纪律审查和监察调查。李东是2023年落马的第7名中管干部，前6位是王雪峰、何泽华、汲斌昌、焦小平、易鹏飞和郝宏军。
2023年8月，被开除党籍、取消其享受的待遇。
2023年12月，因涉嫌受贿被江西省宜春市人民检察院提起公诉。
2024年4月19日，江西省宜春市中级人民法院一审公开开庭审理国家能源投资集团有限责任公司原副总经理李东受贿案，江西省宜春市人民检察院指控其于1999年至2023年利用担任神华准格尔煤炭公司党委副书记、经理，神华集团准格尔能源有限责任公司党委副书记、董事长，神华集团有限责任公司副总工程师及党组成员、副总经理，国家能源投资集团有限责任公司党组成员、副总经理等职务上的便利，为有关单位和个人在产品销售、煤炭采购、企业经营、职务调整等事项上提供帮助，直接或通过他人非法收受财物共计折合人民币1.08亿余元。
2024年7月16日，江西省宜春市中级人民法院一审公开宣判国家能源投资集团有限责任公司原党组成员、副总经理李东受贿案，以受贿罪判处无期徒刑，剥夺政治权利终身，并处没收个人全部财产。